# Comédie-Française
A Comédie-Française, ou Théâtre-Français, é um teatro estatal da França e um dos únicos que têm uma companhia permanente de atores. Situa-se no 1º arrondissement de Paris.

## História

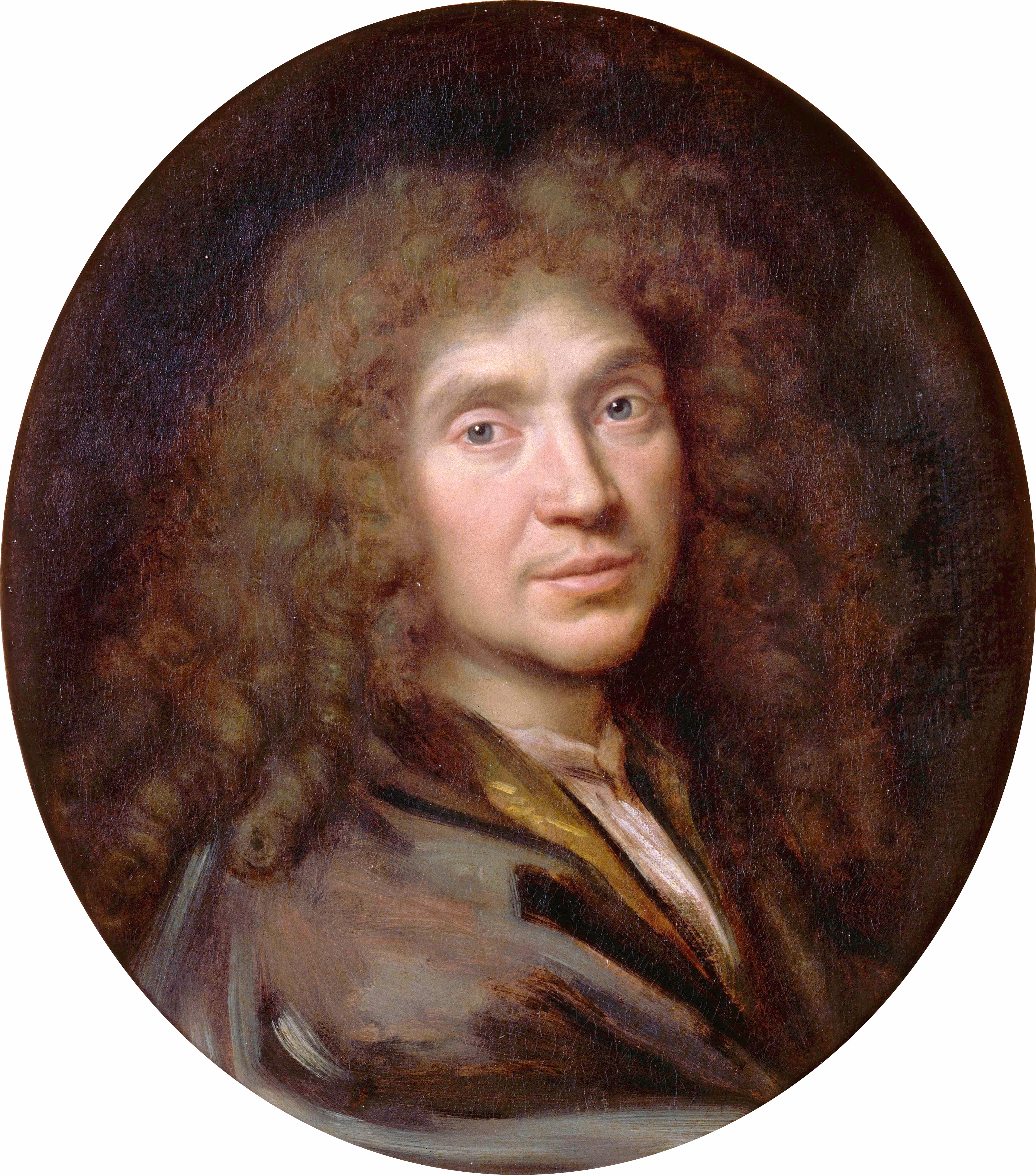
Molière

O dramaturgo com maior ligação à Comédie-Française foi Molière, considerado o patrono dos atores franceses. No entanto, Molière havia falecido há sete anos quando nasceu La Maison de Molière.
A Comédie-Française foi fundada por decreto de Luís XIV em 21 de outubro de 1680 para fundir, numa só, as duas únicas companhias parisienses: a companhia do Hôtel Guénégaud e a do Hôtel de Bourgogne. O repertório incluía peças de Molière e de Jean Racine, além de outras de Pierre Corneille, Paul Scarron e Jean de Rotrou.
Em 3 de setembro de 1793, durante a Revolução Francesa, a Comédie-Française foi fechada por ordem do Comité de salut public, com ordem de prisão para os atores. Em 31 de maio de 1799, o novo governo colocou, à disposição dos atores que pretendiam reconstituir a companhia, a sala Richelieu. Atualmente, a Comédie-Française dispõe de um repertório de cerca de 3 000 peças e de três salas de teatro: a sala Richelieu, o Théâtre du Vieux-Colombier e o Studio-Théâtre.